# Work Records
Work Records je bivša američka diskografska kuća u vlasništvu Sonyja. Osnovana je za promoviranje novih glazbenika za Epic i Columbia Records u državama poput Australije. Ukinuta je 2000. godine kada su svi glazbenici prešli u Epic.

## Popis glazbenika
| - Tatyana Ali - Fiona Apple - Dan Bern - Eagle-Eye Cherry - Esthero - Imperial Drag - Rebbie Jackson - Jamiroquai - Len - Jennifer Lopez - Mary Lou Lord | - Mercury Rev - Midnight Oil - Morley - Ned's Atomic Dustbin - Heather Nova - Pond - Pressure Drop - Sabelle - Sponge - Cree Summer - Chris Whitley |